# سیارک ۴۰۵
سیارک ۴۰۵ (به انگلیسی: 405 Thia، نامگذاری:1895BZ) چهارصد و پنجمین سیارک کشف شده‌است که در ۲۳ ژوئیه ۱۸۹۵ و در نیس کشف شد.
قدر مطلق سیارک برابر ۸٫۴۶ است.